# Internationale Föderation für Systemforschung
Die International Federation for Systems Research (IFSR) ist ein internationaler Verband für globale und lokale Gesellschaften auf dem Gebiet der Systemwissenschaften. Dieser Verband ist eine gemeinnützige, wissenschaftliche und pädagogische Einrichtung, die 1980 gegründet wurde und aus etwa dreißig Mitgliedsorganisationen auf der ganzen Welt besteht.

## Organisation
Der übergeordnete Zweck der Föderation besteht darin, die Kybernetik- und Systemforschung und Systemanwendungen voranzutreiben und der internationalen Systemgemeinschaft als Spitzengremium zu dienen. Zu diesem Zweck will der Verband die Systemforschung unter den Mitgliedsorganisationen koordinieren. Sie konzentrieren sich auf die Organisation und das Sponsoring von Forschung und Entwicklung, internationalen Treffen und Workshops auf diesem Gebiet. Konkret will der Verband internationale Programme und Publikationen im Bereich der Systemforschung und -anwendung entwickeln und fördern.
Weitere Aufgaben sind die Entwicklung und Förderung von:
- Entwicklung von Ressourcenmaterialien in der Systempädagogik;
- Kompetenzstandards in Systemforschung und Systempädagogik;
- Eine Wissensbasis in den Kybernetik- und Systemwissenschaften;

Für seine Mitgliedsorganisationen bemüht sich der Verband um koordinierende Programme und unterstützt diese.
Das IFSR wurde am 12. März 1980 von der American Society for General Systems Research (jetzt ISSS), der Austrian Society for Cybernetic Studies und der Dutch Systems Group mit George Klir als erstem Präsidenten des IFSR gegründet.
Die International Academy for Systems and Cybernetic Sciences (IASCYS) wurde 2010 von der International Federation for Systems Research gegründet.

### Mitgliedsorganisationen
Das IFSR ist eine Dachorganisation von über dreißig systemwissenschaftlichen Organisationen.
- Association Française des Sciences et Technologies de l'Information et des Systèmes / Association Française de Science des Systèmes. France
- AR+, USA
- American Society for Cybernetics, USA
- Analytics Society of Ireland, Ireland
- Applied Systems Thinking in Practice (ASTiP) by the Open University (OU), UK
- Australia and New Zealand Systems Group (ANZSYS)
- Bertalanffy Center for the Study of Systems Science
- Business Systems Laboratory, Italy
- Cybernetics Society London, UK
- Deutsche Gesellschaft fuer Kybernetik, Germany
- Dutch Systems Group, The Netherlands
- Gesellschaft für Wirtschafts- und Sozialkybernetik
- European School of Governance, Germany
- European Union for Systemics – Union européenne de systémique (EUS-UES), EU
- Forum of the Future/School of Systems Change, UK
- Hai Phong Systems Science Society (HPSSS), VNM
- Hellenic Society for Systemic Studies (HSSS), GR
- International Research Institute for Advanced Systems, RUS
- International Council on Systems Engineering
- Research Committee 51 on Sociocybernetics of International Sociological Association, ES
- International Society for Knowledge and Systems Sciences, PRC
- International Society for the Systems Sciences, USA
- Malik Management Institute, CH
- Österreichische Studiengesellschaft für Kybernetik / Austrian Society for Cybernetic Studies, AT
- SCiO Systems and Complexity in Organisation, United Kingdom/International, UK
- Systemic Design Association, CAN and N
- System Dynamics Society, USA
- Systems Engineering Society of China / Academy of Mathematics and Systems Science, PRC
- Sociedad Espanola de Sistemas Generales, ES
- Slovenian Society for Systems Research, SL
- The Oroborus Foundation, CH
- Laboratoire Théorie des systèmes en architecture (tsa-lab), BE
- UK Systems Society, UK
- WCSA - World Complexity Science Academy, IT

### Zeitschriften, Buchreihen und Newsletter
- Systemforschung und Verhaltenswissenschaft
Das IFSR Journal of Systems Research wurde 1984 gegründet, aber 1997 mit dem Journal of Behavioral Science der „International Society for the Systems Sciences zum Journal of Systems Research and Behavioral Science“[3] zusammengelegt. Das Journal zielt darauf ab, disziplinierte Forschung anzuregen und bietet einen transdisziplinären Fokus für den Austausch von Ideen und Wissen; in Bezug auf Analyse, Entwurf, Entwicklung und Verwaltung von Systemen und Programmen. Die Zeitschrift (ISSN 1092-7026) wird von Michael C. Jackson herausgegeben und erscheint sechsmal im Jahr.
- Internationale Reihe zu Systemwissenschaften und -technik
Diese IFSR-Buchreihe bietet eine Publikationsmöglichkeit für hochwertige Systemliteratur. George Mobus (University of Washington at Tacoma) ist der derzeitige Chefredakteur der Buchreihe. Bis 2016 war George Klir (State University New York City, Springer Publishing) Herausgeber. Zum damaligen Redaktionsausschuss der Buchreihe von IFSR[4] International gehörten:

- Gerrit Broekstra, Nyenrode University, The Netherlands Business School, Niederlande
- John L. Casti, Santa Fe Institute, NM, USA
- Brian R. Gaines, Dept. of Computer Science, University of Calgary, Calgary, Alberta, Kanada
- Ivan M. Havel, Center for Theoretical Study, Charles University, Tschechische Republik
- Klaus Kornwachs, Brandenburgische Technische Universität Cottbus, Deutschland
- Franz Pichler, Institute of Systems Science, Johannes Kepler University of Linz, Österreich

- IFSR-Newsletter
Der IFSR-Newsletter ist der informelle Newsletter des IFSR (gedruckte Ausgabe: ISSN 1818-0809, online: ISSN 1818-0817), erscheint seit 1981 ein- bis zweimal jährlich, herausgegeben von Paul F. de. P. Hanika (1981–1985), Robert Trappl (1985), Steven Sokoloff (1986–1994), Gerhard Chroust (1993–2018) und Louis Klein (seit 2019).[5] Der Newsletter informiert die Mitgliedsgesellschaften über neue wissenschaftliche Arbeiten, Updates zu anderen Mitgliedsgesellschaften und prominenten Wissenschaftlern, Updates zu vergangenen Systemkonferenzen und Pläne für zukünftige Konferenzen. Frühere Ausgaben von Newslettern sind auf der Website IFSR.org verfügbar.

### IFSR-Gespräche
Die ursprünglich in Fuschl bei Salzburg, Österreich, abgehaltenen Gespräche wurden 1980 vom IFSR ins Leben gerufen und finden alle zwei Jahre statt. Die Conversations bringen etwa 30–40 Systemwissenschaftler aus der ganzen Welt zusammen, um systemische Themen zu diskutieren und ein Verständnis zu entwickeln, das für die Gesellschaft und ihre Umwelt relevant ist. Die letzte IFSR-Konversation fand 2016 in St. Magdalena, Linz, Österreich statt. Derzeit wird nach der Pandemie daran gearbeitet, alternative Formate für IFSR-Gespräche zu planen.
Die Conversations wurden hauptsächlich unter der Leitung von Bela H. Banathy als Alternative zu traditionellen Konferenzen. eingerichtet. Eine Reihe von Systemexperten stellte fest, dass sie von einem Format desillusioniert waren, bei dem die meiste Zeit damit verbracht wurde, Papiere zu lesen oder passiven Zuhörern zu präsentieren, mit minimaler Zeit für Diskussionen und Interaktionen über die Ideen. Wie von Bela beschrieben, sollten sie sein:
- eine kollektiv geführte disziplinierte Untersuchung
- eine Auseinandersetzung mit Fragen von sozialer/gesellschaftlicher Bedeutung,
- engagiert von wissenschaftlichen Praktikern in selbstorganisierten Teams,
- zu einem von den Teilnehmern gewählten Gesprächsthema,
- im Zuge einer Vorbereitungsphase eingeleitet, die in eine intensive Lernphase mündet.

„Gespräche wurden von Bela H. Banathy um 1980 als Alternative zu den klassischen Konferenzen eingeführt, die meist nur aus der Präsentation gestraffter Referate und kurzen Frageblöcken bestehen. In einer Konversation trifft sich eine kleine Gruppe von Systemwissenschaftlern und Praktikern für mehrere Tage, um gemeinsam zu diskutieren ein selbstgesteuerter Weg ein Thema von wissenschaftlicher und gesellschaftlicher Bedeutung Einem Gespräch geht eine intensive Offline-Vorbereitungsphase (inklusive Austausch von „Input Papers“) voraus, gefolgt von der persönlichen Diskussion im Gespräch und im Anschluss daran eine Konsolidierungsphase nach dem Gespräch: Während des Gesprächs werden keine Papiere präsentiert, die Teilnehmer diskutieren von Angesicht zu Angesicht ihr Thema und ändern es oft im Laufe des Gesprächs.“
Die Ergebnisse der Konferenz werden in den Proceedings of the IFSR Conversations veröffentlicht. Dieses Dokument veröffentlicht die Teamberichte sowie mehrere beigetragene Papiere. Eine kurze Beschreibung der Aktivitäten des IFSR schließt die Ausführungen ab. Die Proceedings werden an Mitgliedsgesellschaften und Konferenzteilnehmer verteilt. Der Tagungsband 2012 ist verfügbar unter: The Proceedings of the IFSR Conversation 2012, St. Magdalena, Linz. Die Proceedings von 2014 sind verfügbar unter: [1]. Die Proceedings 2016 sind als Print-on-Demand unter 2016 IFSR Conversation Proceedings: Systems Literacy erhältlich. Verfahren vor 2012 sind online im Archivbereich der IFSR-Website verfügbar.
Die Gespräche haben zu einer bedeutenden Entwicklung einer theoretischen Grundlage für Systems Engineering, zu Fortschritten in der Entwicklung der Kybernetik zur Wissenschaft zweiter Ordnung, zur kontinuierlichen Erläuterung der GST* (Allgemeine Systemtheorie) und zur Information der Systemforschung geführt. Die Entwicklung wird im IFSR-Newsletter beschrieben.

### Ehemalige Präsidenten
Prominentere Systemwissenschaftler sind seit 1980 Offiziere des IFSR. Präsidenten des Verbandes waren:
- 1980: George J. Klir
- 1984: Robert Trappl
- 1988: Gerrit Broekstra
- 1992: Gerard de Zeeuw
- 1994: Bela H. Banathy
- 1998: Michael C. Jackson
- 2000: Yong Pil Rhee
- 2002: Jifa Gu
- 2006 Matjaz Mulej
- 2008 Matjaz Mulej
- 2010 Gary S. Metcalf
- 2012 Gary S. Metcalf
- 2014 Gary S. Metcalf
- 2016 Mary C. Edson
- 2018 Ray Ison

### IFSR 2020–2022 Exekutivausschuss
(Quelle: )
- Ray Ison, Präsident
- Pamela Buckle, Vizepräsidentin
- Rika Preiser, Vizepräsidentin
- Nam Nguyen, Vizepräsident
- Louis Klein, Generalsekretär

### Internationale Akademie für System- und Kybernetikwissenschaften
Am 7. April 2010 hat die Generalversammlung des IFSR der Gründung der International Academy for Systems and Cybernetic Sciences (IASCYS) zugestimmt.
- Ziele

IASCYS zielt darauf ab, herausragende Mitglieder von IFSR-Mitgliedsverbänden zu ehren und zu aktivieren. Niemand kann sich als Einzelperson um Mitgliedschaft im IASCYS bewerben, aber jeder Mitgliedsverband der IFSR kann Kandidaten in einem offiziellen Schreiben vorschlagen, in dem die wissenschaftlichen und beruflichen Leistungen des Kandidaten gemäß den Kriterien des IASCYS angegeben werden.
- Motivation

IASCYS füllt die Lücke, die aus dem Versäumnis nationaler und internationaler Akademien der Wissenschaften und Künste resultiert, Systeme und Kybernetik in ihre Liste der Wissenschaften und Künste aufzunehmen.
- Intensionen

Um die herausragendsten System- und Kybernetiker zu ehren und gleichzeitig das systemdenkende Weltbild zu fördern, erhält jedes Jahr ein ausgewählter Wissenschaftler im Rahmen einer feierlichen Versammlung die Bertalanffy/Wiener-Medaille der Akademie.
Die Amtsträger des IASCYS-Exekutivkomitees sind:
- Stuart Umpleby, Präsident
- Ockert Bosch, Vizepräsident
- Jifa Gu, Vizepräsident
- Pierre Bricage, Generalsekretär